# Związek Jaszczurczy

Logo van de Związek Jaszczurczy.

Związek Jaszczurczy (Nederlands: Hagedissenbond) was een nationalistische ondergrondse organisatie in het door Nazi-Duitsland bezette Polen van 1939 tot 1942.
Deze organisatie werd in oktober 1939 in Warschau door leden van het Nationaal-Radicale Kamp opgericht. De bond had de Poolse regering in ballingschap weliswaar erkend, maar was tegenover haar oppositioneel ingesteld. In 1942 telde de organisatie 10.000 leden. Op 20 september 1942 stichtten leden van de Hagedissenbond samen met leden van de Nationale Militaire organisatie – NOW, die zich tegen de vereniging met de Armia Krajowa hadden uitgesproken, de Narodowe Siły Zbrojne. In maart 1944 besloten de voormalige NOW-strijders zich toch met de Armia Krajowa verenigen, terwijl de Hagedissenbond-strijders zich weerom tegen een fusie uitspraken en hun organisatie hernoemden tot NSZ-ZJ.

## Doelen van de organisatie
- Strijd voor de onafhankelijkheid van Polen tegen de Duitse en Sovjet-bezetter
- Herstel van de oostelijke grenzen van de Curzonlijn van Polen.
- Verschuiving van de westelijke grenzen van Polen aan de Oder-Neissegrens.
- Aansluiting van Oost-Pruisen bij Polen.
- Gedwongen emigratie van de Duitse bevolking.
- Organisatie van de Poolse staat volgens Rooms-katholieke en nationalistische principes.
- Bestrijding van het communisme.

## Referentie
- Dit artikel of een eerdere versie ervan is een (gedeeltelijke) vertaling van het artikel Związek_Jaszczurczy op de Duitstalige Wikipedia, dat onder de licentie Creative Commons Naamsvermelding/Gelijk delen valt. Zie de bewerkingsgeschiedenis aldaar.